# Crkva sv. Mihovila Arkanđela u Erveniku
Crkva sv. Mihovila Arkanđela najstariji je sakralni objekt u Erveniku. Smještena je u predjelu koji se naziva Tonkovac (Ervenik Gornji).

## Povijest
Po prvi puta se spominje 1402. godine kada je utemeljena istoimena župa za 500-tinjak katolika koji su živjeli na tom području. S vremenom je crkva postala premalena, stoga je 1839. do temelja srušena, te je zahvaljujući sredstvima iz crkvenog fonda i darovima vjernika izgrađena nova i veća crkva sa zvonikom (preslica s dva zvona).
Nova crkva imala je dva oltara. Na glavnom oltaru nalazila se umjetnička pala sv. Mihovila Arkanđela, dar carskog dvora iz Beča.
Župna kuća izgrađena 1849. godine porušena je tijekom Drugog svjetskog rata od strane četnika koji su masovno protjerivali katoličko (hrvatsko) stanovništvo s namjerom da to područje etnički očiste. Tako su na sam Badnjak 1941. mučili i naposljetku, na najokrutniji mogući način, ubili župnog vikara vlč. Janeza (Ivana) Kranjca.
Prema šematizmu iz 1887. godine, zabilježeno je da je župa Ervenik imala 533 katolika. Godine 1910. taj se broj povećao na 643 katolika (23,1 % ukupnog stanovništva), dok je 1953. preostalo njih svega 84 (3,6 %).
Neznatan broj katolika koji je ostao živjeti na području Ervenika nakon Drugog svjetskog rata stradao je ili je protjeran tijekom Domovinskog rata. Godine 1991. crkva sv. Mihovila opljačkana je i oštećena od strane pobunjenih Srba. Nakon rata, 1996. u potpunosti je obnovljena.
Današnji oltar je drveni sa svetohraništem i slikom sv. Mihovila.

## Groblje uz župnu crkvu
Na groblju koje se nalazi uz župnu crkvu sv. Mihovila Arkanđela, danas su vidljive ukupno 23 nadgrobne ploče – stećci, od čega ih je 9 ukrašenih.

## Glagoljaška tradicija
Jaka glagoljaška tradicija održala se u liturgiji na području Ervenika sve do potkraj XIX. stoljeća.